# Provincia de Ubangi
La provincia de Ubangi fue una antigua provincia en el norte de la República Democrática del Congo, formada el 14 de agosto de 1962 a partir de la división de la provincia de Équateur.
Luego se reincorporó a la provincia de Équateur el 25 de abril de 1966. Después de la reorganización de las provincias de la República Democrática del Congo en 2015, el territorio de lo que solía ser la provincia de Ubangi se encuentra repartido en las actuales provincias de Ubangi del Norte y Ubangi del Sur.